# Mécia Lopes de Haro
Mécia Lopes de Haro (em castelhano Mencía López de Haro; Biscaia, c. 1215 — Palência, 1270 ou 1271) foi uma dama leoneso-biscainha, que pelo casamento com D. Sancho II terá sido rainha de Portugal. A consideração no número de rainhas portuguesas é contestada, uma vez que o matrimónio com o monarca português foi anulado pelo papa Inocêncio IV no Concílio de Lião. D. Mécia teve um papel central na crise política de 1245 em Portugal.

## Nascimento

Brasão da Casa de Haro. Mécia nasceu em berço nobre, estando ligada a sua família às casas reais de Leão e Castela e às casas de Haro e de Lara.

D. Mécia nasceu no seio de uma família nobre de Leão e Castela, sendo a sua mãe D. Urraca Afonso de Leão (bastarda de Afonso IX de Leão com Inês Iniguez de Mendonza) e seu pai Lope Díaz II de Haro, senhor da Biscaia, filho de Maria Manrique de Lara e de Diogo Lopes de Haro, 10º senhor da Biscaia.
Descendia, por via da mãe, Urraca Afonso, do primeiro rei português, D. Afonso Henriques, pois o avô materno, o rei Afonso IX de Leão era filho de Urraca de Portugal e, portanto, neto materno de Afonso I de Portugal e de Mafalda de Saboia.

## Primeiro matrimónio
Em 29 de setembro de 1234, D. Mécia casou com D. Álvaro Peres de Castro, um cavaleiro que adquirira reconhecimento na corte durante as guerras de Fernando III contra os mouros. D. Mécia foi a sua segunda mulher, já que a primeira, a condessa de Urgel, foi por ele repudiada em 1228 por não obter descendência.
A primeira referência a D. Mécia consta do nobiliário do infante D. Pedro, filho de D. Sancho I, o qual atesta o papel de D. Mécia nas campanhas do marido contra os mouros. Não obteve descendência deste casamento.

## Assalto ao forte de Martos
Terá participado nas campanhas contra os mouros em nome da Coroa, junto com o marido. Em Córdova, depois da conquista da cidade, o monarca regressa a Toledo e deixa D. Álvaro no comando militar dos arrabaldes do distrito. O abandono a que se votou a agricultura devido à guerra, a fome e as consecutivas doenças que surgiram naquele território levaram-no a procurar o rei, deixando a esposa no forte de Martos, hoje na Andaluzia. O rei cedeu-lhe poderes equivalentes aos de vice-rei, além de dinheiro e mantimentos para o regresso.
Entretanto o sobrinho, que ficara a cargo da vigia do castelo, decidiu juntar os guardas e fazer uma incursão no território inimigo, deixando D. Mécia quase desprotegida dentro do forte. O rei de Arjona aproveitou a situação e invadiu as terras.
De acordo com Lafuente, historiador espanhol, D. Mécia revestiu as suas criadas de armas e reuniram-se nas redondezas do castelo, mandando avisar o sobrinho. O ardil da senhora surtiu efeito ao persuadir o inimigo, que pensou que não teria que combater só contra mulheres, mas também contra homens, levando-o a abrandar o ritmo com que seguia em direcção ao forte, de forma a proteger-se. O esquema daria tempo para que Tello, o sobrinho, chegasse com o esquadrão.
Comandados por Diogo Peres de Vargas, o esquadrão lançou um ataque, irrompendo pelo meio das fileiras inimigas, dispersando-as. Avisado do ocorrido, de acordo com Figanière no livro Memórias das rainhas de Portugal, D. Álvaro adoeceu e morreu em Orgaz, a caminho da Andaluzia.

## Segundo matrimónio

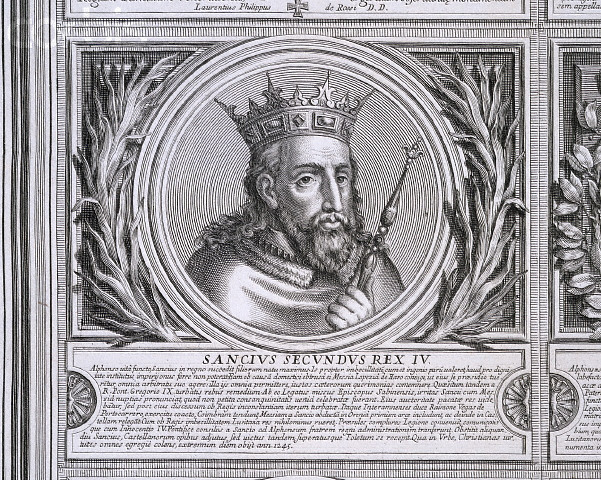
D. Mécia casa entre 1242 e 1245 com D. Sancho II de Portugal

D. Mécia viria a concretizar novo casamento, com o rei português D. Sancho II, filho de Afonso II de Portugal com Urraca de Castela. Os escritores e historiadores antigos são unânimes em considerar D. Mécia, não como concubina de D. Sancho, mas como sua esposa.
Porém, a sacramentalização deste matrimónio foi contestada pela primeira vez por António Brandão, que depois foi seguido por outros pensadores. É hoje, contudo, um facto indubitável, à vista da bula Sua nobis do Papa Inocêncio IV. Onde e quando se efectuou este enlace são questões ignoradas até hoje. De acordo com a bula, consta que no princípio de 1245 D. Mécia era casada com D. Sancho, o que justifica o facto de Rodrigo de Toledo não mencionar este casamento na sua história de Portugal, concluída em Março de 1243. O casamento não deverá ter sido efectuado antes de 1242, posto que este não omite os matrimónios dos irmãos do monarca.

## Vida na corte portuguesa
D. Mécia é rápida e francamente rejeitada tanto pela nobreza como pelo povo portugueses da época. Por um lado, devido à inferioridade hierárquica da viúva de Álvaro Peres de Castro que não traria um interesse direto à Coroa, nem para Portugal nem para Castela, cujo rei havia abandonado D. Mécia após o falecimento do marido. Por outro lado, a nova rainha insistia em rodear-se de aias e criados castelhanos, com excepção de alguns validos, o que constituiu um transtorno para os cortesãos, a quem não era assim permitida a aproximação (estratégica) ao rei através de D. Mécia. Prova do descontentamento popular foi uma corrente entre o povo que o rei andava «enfeitiçado pelas artes de D. Mécia de Haro».
Porém a situação decrépita em que se encontrava Portugal derivava do período anterior à vinda de D. Mécia para a corte. Depois das várias guerras empreendidas contra os sarracenos e das várias conquistas cristãs, a monarquia toma algumas vantagens, o território goza de paz durante algum tempo e o monarca desfruta de uma auréola de glória e de brio militar. Porém, D. Sancho decide trocar os conselheiros do reino por companheiros durante as lides militares.
A troca foi fatal e o conselho enfrentou momentos de graves conflitos que assolaram a imagem do rei e que levaram a que alguns historiadores descrevessem este período como uma anarquia. É neste estado que D. Mécia encontra a corte quando se casou com D. Sancho.

## Divergências com o Clero
Sobra portanto um outro estrato, o Clero, que entretanto também se tornou um entrave à rainha, não tanto pela sua descendência bastarda, mas antes com o intuito de criar mais um embaraço ao rei, do qual se apressavam a acelerar a queda.
Salvo nos assuntos de guerra, se atendermos à índole minimamente branda e indulgente do rei, D. Mécia poderia sim ter adquirido influência a ponto de o persuadir a tomar determinadas decisões. No entanto, nada o atesta senão a narrativa viciada dos cronistas ao longo do tempo, que tendem a marcá-la como desordeira e mentora de problemas de toda a casta, incluindo o ódio às artimanhas clericais. O desprezo pelo clero faz com que tome medidas por vezes injustas, como por exemplo a revogação de uma doação ao mosteiro do Bouço, feita por D. Afonso Henriques e confirmada por D. Afonso II.
De acordo com Alexandre Herculano, as hostilidades e violências praticadas por barões e clérigos no reinado do Capelo, permitem desinibir D. Mécia da culpa desses problemas que lhe foi atribuída ao longo dos tempos.

## Anulação do matrimónio com D.SanchoII

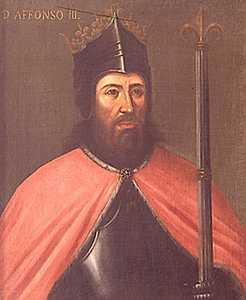
D. Mécia vê-se no centro de uma intriga clerical e popular, que a obriga a lutar contra o Papa e D. Afonso de Bolonha, cunhado (na foto).

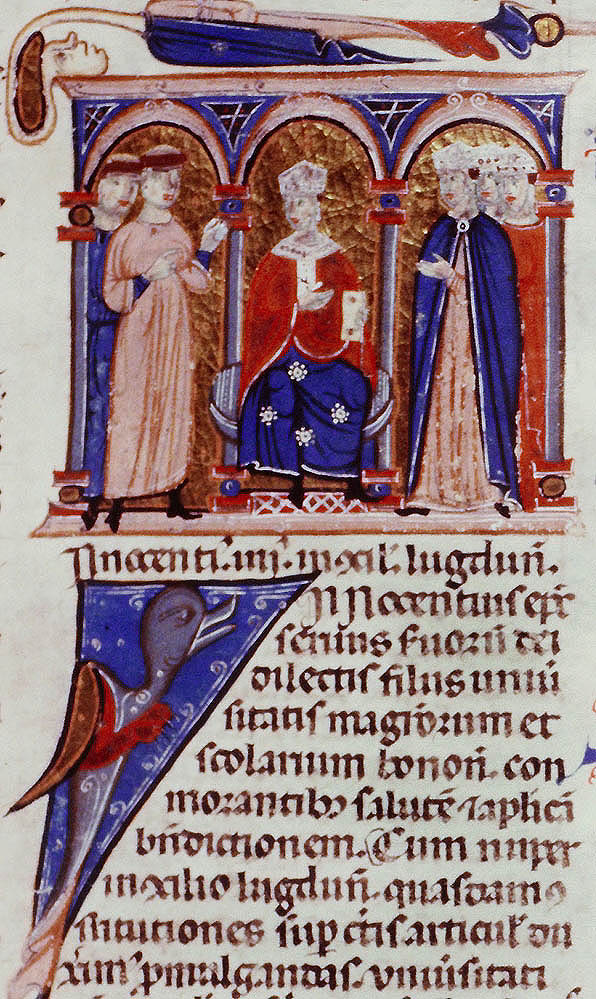
O Papa Inocêncio IV, no concílio de Lião

Numa bula do Papa Inocêncio IV ao Conde de Bolonha, D. Afonso, pretendente do trono português e irmão do rei, é pedido auxílio ao bolonhês para amparar a Igreja na Terra Santa, que na altura estava em guerra. No entanto, este chamado é hoje entendido como um pretexto para que D. Afonso pudesse aparecer com tropas armadas em Lisboa, a julgar pelos planos engendrados pelo clero português e pelo papa.
Como D. Mécia não havia dado herdeiros a D. Sancho, situação que poderia mudar a qualquer momento e suscitar graves problemas na pretensão de D. Afonso ao trono, a solução encontrada foi a separação dos dois cônjuges.
O pretexto encontrado foi que Mécia e Sancho eram aparentados, tendo quarto grau de consanguinidade, o que tornava receoso o matrimónio e viável o divórcio. Em representação papal, D. Afonso apresenta-se perante D. Mécia e D. Sancho, expondo o problema. Todavia, este grau de consanguinidade era comum e aceitável. Numa bula dirigida a o Capelo, o papa descreve o país num quadro medonho, estribado pelas queixas dos prelados portugueses, rematando com ameaças de que, salvo cumprimento das suas ordens, tomaria "oportunas providências". Tal bula vem como consequência do concílio de Lião, no qual D. Aires Vasques, segundo crónicas da época, foi o único a defender o monarca.
Porém, D. Sancho não repudiou a sua esposa, tal como pretendiam D. Afonso e o papa. Este último cumpriu as ameaças e anulou o matrimónio, tornando-o inválido tanto pela hierarquia social dos cônjuges, como pelos laços de sangue que os uniam familiarmente.

## Deposição do rei e rapto da rainha

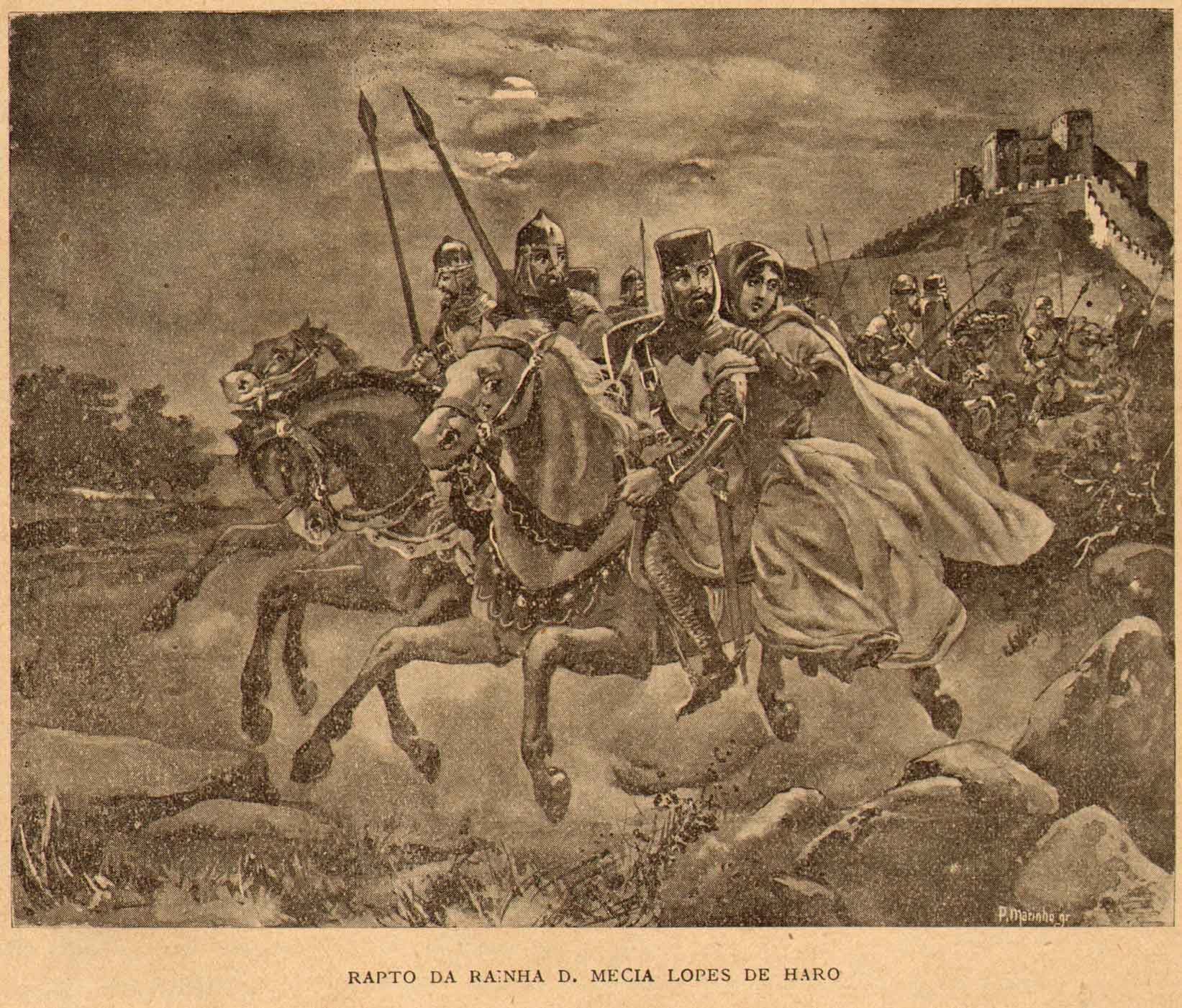
O rapto de D. Mécia Lopes de Haro, em desenho de Alfredo Roque Gameiro

A 24 de Julho e 1 de Agosto de 1245, são publicadas duas bulas, a primeira dirigida aos barões do reino e a segunda aos prelados, que decretam unanimemente a deposição do rei. Constrangido com a situação, o monarca vê-se obrigado a pedir auxílio ao irmão D. Afonso, precisamente aquele cujas artimanhas junto do clero português haviam deposto o Capelo.
Por este tempo, a envolver directamente D. Mécia, sucedeu-se um facto que enfraqueceria ainda mais o poder que D. Sancho ainda conservava. Um nobre de nome Raimundo Viegas de Portocarreiro, segundo consta acompanhado por outros cavaleiros afectos ao conde de Bolonha, consegue entrar no paço real de Coimbra e arranca a rainha do leito onde se recolhiam D. Mécia e D. Sancho, levando-a para o paço real em Vila Nova de Ourém.
Tendo ido no encalço da esposa, D. Sancho ordenou que lhe abrissem as portas do castelo, conseguindo somente que lhe fossem arremessados vários projécteis. Achando-se pouco capaz para insistir na tentativa de recuperar D. Mécia, resigna-se. Uma narrativa da época resume o facto com clareza:
| “ | Este Reimõ Viegas de porto carreiro suso dito sendo vasalo del Rei Dom Sancho Capello e natural de Purtugal veo liuina noite a coymbra cõ companhas de Martim Gil de Souerosa, o que venceo a lide do Porto, huu el Rei jazia dormindo em sa cama e filharãlhe a R. Dona Mécia sa molher dapar delle e leuarãna p. Ourein seu (sem) seu mandado, e sem sã vontade. E quãdo ho el Rey soube, lançou empos elles e no hos pode alcançarsaluo em Ourem que era entam mui forte, e tinhao a Rainha Dona Mecia uso dita em Ourein. E chegou el Rei hi e dise lhes que lhe abrisem as portas ca era el Rei dom Sácho hu elle leuaua seu preponto vestido cie seus synaes e seu escudo, e seu pendom ante sy. li derãlhe mui grandes seetase mui grandes pedradas no seu escudo e no seu pendom, e asy se ouue ende a tornar. | ” |

No entanto, embora este trecho de documento revele que a rainha teria sido raptada contra a sua vontade, se seguirmos à risca a informação que nos confere o Nobiliário, a hipótese de D. Mécia ter sido conivente com o rapto não é descartável. É também possível que tenha sido raptada de surpresa, mas que alguma proposta de D. Afonso a tenha feito julgar preferível conservar a separação do marido.
Sancho, assim humilhado, acabou por se recolher ao exílio em Toledo, onde viria a falecer. D. Sancho não viria a citar a sua esposa no testamento, concretizado em Toledo em 1248.

## Vida em Ourém

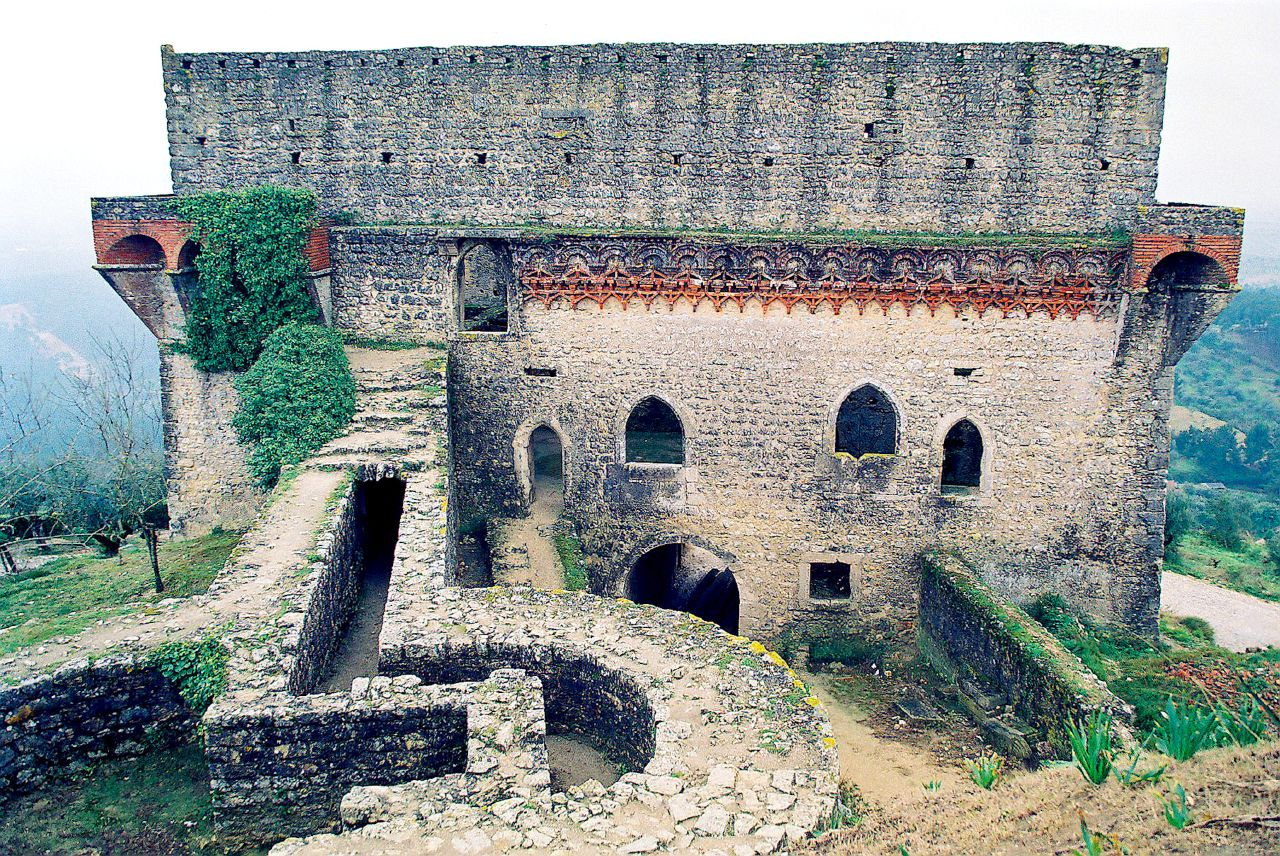
Depois de raptada, D. Mécia é levada para o Paço Real em Ourém.

Após o seu rapto, Mécia fixou residência em Ourém. Existe documentação que comprova que Mécia ali fez diversas doações, sendo protegida por tropas do cunhado, com quem manteve boas relações.
O alcaide da vila na época era D. Inigo de Ortiz, nome biscaínho, o que indica que terá sido nomeado por D. Mécia. Possuía ainda entre os próprios, bens em Torres Novas, Santa Eulália e Ourém, segundo a tradição.

## Falecimento em Palência

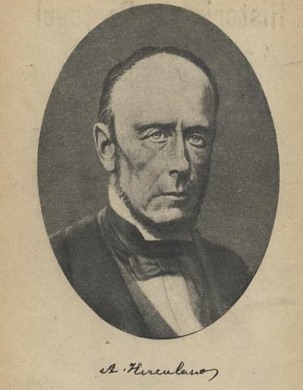
A obra História de Portugal, de Alexandre Herculano, ainda hoje vastamente estudada por historiadores e cientistas, infere alguns capítulos sobre a biografia de D. Mécia e a sua importância na crise de 1245

Segundo Rui de Pina, o cronista de D. Sancho II, D. Mécia fora levada de Ourém para a Galiza e nunca mais houve notícias suas. Ignora-se se realmente foi para a Galiza, nem há memória dela senão depois de um intervalo de dez anos. Existe um documento que, apesar de lhe faltar a indicação do lugar, mostra que ela vivia nessa época nos domínios de Castela: por esse documento, datado de 24 de Fevereiro de 1257, D. Mécia e o cunhado, D. Rodrigo Gonçalves, como testamenteiros de D. Theresa Aires, faziam entrega de certas igrejas ao convento de Benavides.
Naquele local perfilha o infante D. Fernando, o qual herda todos os seus bens e que entra ainda na disputa da herança de D. Sancho II. Falecida em Palência, segundo a tradição, onde possuía terras, foi sepultada em Nájera no mosteiro beneditino de Santa Maria, na Capela da Cruz. Sobre o túmulo, suportado por quatro leões com as armas de Portugal ao peito, está o vulto com o traje da Biscaia. D. Fernando encarregou-se de instituir seis capelões e uma missa diária pela sua alma.
| “ | (…) É certo, que o ter abandonado marido na adversidade foi um acto de ingratidão que nada pode justificar, mostrando que a heroína de Martos sabia melhor defender um castello sitiado pelo inimigo, do que retribuir o amor extremoso que lhe consagrára um principe infeliz, ou ao menos cercear-lhe os amargores do exilio e as saudades do throno perdido. | ” |

## Papel na cultura popular e erudita
A sua fama de madrasta deu origem a várias histórias populares que foram passando de geração em geração, mesmo abstendo-se da rainha. D. Mécia Lopes de Haro esteve na origem da Lenda da Dama Pé-de-Cabra, compilada por Alexandre Herculano nas suas Lendas e Narrativas.
No entanto, já no tempo, a vida de D. Sancho e de D. Mécia na corte portuguesa foi registada em vários documentos e manuscritos, principalmente por clérigos, cuja escritura viciada não abona de forma alguma a memória da rainha. Todavia, os documentos que melhor descrevem a sua passagem pela corte são os dos cronistas de D. Sancho.
No século XIX, a sua vida desperta a atenção de vários historiadores e escritores, entre os quais Alexandre Herculano e Frederico Francisco de la Figanière. No século XX, a obra de Joaquim Veríssimo Serrão e Marcelo Caetano atenta também na crise de 1245, e no conflito que se centrava  no Capelo e D. Mécia.